# Хотеллнесет
Хотеллнесет — полуостров, размером 1 на 2 км, расположенный на северо-запад от Лонгйира, Шпицберген в акватории Адвентфьорда. На полуострове располагается грузовой порт, а также аэропорт Свальбард. Верхней точкой полуострова является горное плато «Платобергет», на котором расположена Шпицбергенская спутниковая станция — станция по обслуживанию подводной кабельной системы.